# Mesobracon zombrus
Mesobracon zombrus är en stekelart som beskrevs av Josef Fahringer 1928. Mesobracon zombrus ingår i släktet Mesobracon och familjen bracksteklar. Inga underarter finns listade i Catalogue of Life.